# جسم سفید
جسم سفید (انگلیسی: Corpus albicans) شکل پس‌رفته و مضمحل جسم زرد است. در حالی که جسم زرد توسط ماکروفاژها در حال تجزیه است، فیبروبلاست‌ها کلاژن نوع ۱ را ترشح می‌کنند و جسم سفید تشکیل می‌شود. این فرایند «لوتئولیز» نامیده می‌شود. بقایای جسم سفید ممکن است به صورت جوشگاه روی سطح تخمدان باقی بماند.

## پیشینه
در چند ساعت اول پس از بیرون راندن تخمک از فولیکول، سلول‌های گرانولوزا و تِکای داخیِ باقی‌مانده به سرعت به سلول‌های لوتئینی تبدیل می‌شوند. قطر آنها دو یا چند مرتبه بزرگ‌تر و پُر از مواد لیپیدی می‌شوند که ظاهری مایل به زرد به آنها می‌دهد.
این فرایند لوتئینه‌شدن (معنای تحت‌اللفظی لاتین: زردآلود شدن) نامیده می‌شود و کلیه سلول‌ها با هم جسم زرد نامیده می‌شود. یک منبع عروقیِ به‌خوبی توسعه‌یافته نیز به همراه جسم زرد رشد می‌کند.
سلول‌های گرانولوزا در جسم زرد، شبکه آندوپلاسمی صاف درون‌سلولی گسترده‌ای ایجاد می‌کنند که مقادیر زیادی از هورمون‌های جنسی زنانه پروژسترون و استروژن را تولید می‌کنند (پروژسترون بیشتر از استروژن در طول فاز لوتئال). سلول‌های تِکا عمدتاً مردانهٔ آندروستندیون و تستوسترون را تولید می‌کنند. سپس ممکن است این هورمون‌ها توسط آنزیم آروماتاز در سلول‌های گرانولوزا به هورمون‌های استروژنی از جمله استرادیول تبدیل شوند.
قطر جسم زرد معمولاً به حدود ۱٫۵ سانتی‌متر می‌رسد و ۷ تا ۸ روز پس از تخمک‌گذاری به این مرحله از رشد می‌رسد. سپس حدود ۱۲ روز پس از تخمک گذاری شروع به دگرگونی نموده و در نهایت عملکرد ترشحی و ویژگی زرد و لیپیدی خود را از دست می‌دهد و به جسم سفید تبدیل می‌شود. در هفته‌های بعد، بافت همبند جایگزین جسم سفید می‌شود و طی ماه‌ها دوباره جذب بدن می‌شود.